# Vallefiorita
Vallefiorita  község (comune) Olaszország Calabria régiójában, Catanzaro megyében.

## Fekvése
A megye központi részén fekszik. Határai: Amaroni, Cenadi, Centrache, Cortale, Girifalco, Olivadi, Palermiti és Squillace.

## Története
A település alapítására vonatkozóan nincsenek pontos adatok. Valószínűleg a 9-10. század környékén alakult ki egy, a baziliánusok által alapított kolostor körül. A 19. század elején vált önálló községgé, amikor a Nápolyi Királyságban felszámolták a feudalizmust.

## Népessége
A népesség számának alakulása:

## Főbb látnivalói
- Palazzo Calogero
- Palazzo Bongarzone
- San Sergio-templom